# Esto es lo que hay
Esto es lo que hay es una serie de televisión venezolana, creada por RCTV, producida y transmitida por RCTV Internacional en el año 2009.

## Sinopsis
En la historia, (Alfonso Medina) es Ramón y (Norkys Batista) es Yolanda, dos jóvenes recién casados que buscan desesperadamente cumplir sus metas, entre las cuales destaca tener una casa propia donde vivir. Las esperanzas de ambos se avivarán cuando doña Carmen, la madre de ella, les promete cederles su casa.
No obstante, razones ajenas a la voluntad de la pareja, motivarán a la señora Carmen, interpretada por la primera actriz (Rosario Prieto), a retirar su oferta inicial para atender a Karina, su otra hija interpretada por la actriz y cantante (Suki Landaeta). Su amor de madre será entonces superior al deseo de mudarse lejos de la capital para comenzar una vida tranquila.
Yolanda, reflejo de la mujer venezolana, mostrará por qué es una muchacha con los pies bien puestos sobre la tierra, que está dispuesta a comerse la vida. Por su parte, Ramón, bonachón e irresponsable, se mostrará como un rebuscador por excelencia a la hora de resolver sus problemas económicos. 
Juntos personifican dos visiones del mundo, del trabajo y del país; y dos ópticas de la vida, que constantemente chocan y generan situaciones trágicamente cómicas, que por un lado nos dibujarán una sonrisa en la cara, pero también nos plantearán de manera reflexiva una lección personal. Ambos mostrarán las peripecias diarias del venezolano promedio en su lucha por subsistir y conseguir sus sueños.

## Elenco
- Norkys Batista - Yolanda González de Oropeza
- Alfonso Medina - Ramón Oropeza
- Rosario Prieto - Doña Carmen González
- Xavier Muñoz -  Franklin Oropeza
- Suki Landaeta -  Karina González
- Odalis Rengifo -  Carmelina
- Daniel Zambrano -  Pablito Morales
- Jhosues Villarroel -  Lucas
- Adolfo Cubas
- Roberto Messuti
- Juan Carlos Gardié
- Mónica Spear
- Myriam Abreu
- Vito Lonardo
- Gabriel Mantilla
- Maya Berry Spear
- Norah Suárez
- Budú
- Shirley Chacón
- Gladiuska Acosta
- Pepeto López
- Néstor Bravo
- Luis Olavarrieta
- Víctor Muñoz
- Merlín Gessen
- Deive Garcés

## Premios

### El Galardón 2009
- Mejor Series de humor: "Esto es lo que hay"
- Mejor actriz en series de humor: Norkys Batista ("Esto es lo que hay")
- Mejor actor en series de humor: Alfonso Medina ("Esto es lo que hay")

## Producción
- Titular de Derechos de Autor de la obra original - Radio Caracas Televisión C.A.
- Producida por - Radio Caracas Televisión C.A.
- Vice-Presidente de Dramáticos, Humor y Variedades RCTV Radio Caracas Televisión C.A. - José Simón Escalona
- Producción General - Wladimir Giménez
- Dirección General - Renato Gutiérrez
- Producción Ejecutiva - Víctor Fernández
- Dirección de Exteriores - Nicolás Di Blasi
- Producción de Exteriores - Yenny Morales
- Dirección de Arte - Rosa Helena Arcaya
- Edición - Tirso Padilla
- Diseño de Vestuario - Patricia Busquets
- Coordinador - Oscar Escobar
- Música Incidental - Francisco Cabrujas
- Escenografía - Jorge Vieira
- Director de Fotografía - Ignacio González, Juan González
- Original de - Nacho Palacios
- Equipo de escritores - Emiliano Hernández, Gilberto González, Rubén Morales, Nacho Palacios
- Ambientadores - Carolina Peraza
- Musicalización - Franklin Ostos

- Datos: Q5849482